# بيدرو هرنانديز (لاعب كرة قاعدة)
بيدرو هرنانديز (بالإسبانية: Pedro Hernández)‏ هو لاعب كرة قاعدة فنزويلي، ولد في 12 أبريل 1989 في باركيسيميتو في فنزويلا.

## وصلات خارجية
- بيدرو هرنانديز على موقعبيزبول رفرنس.كوم (الدوري الرئيسي) (الإنجليزية)
- بيدرو هرنانديز على موقعبيزبول رفرنس.كوم (الدوري الثانوي) (الإنجليزية)